# Chrysocraspeda nasuta
Chrysocraspeda nasuta là một loài bướm đêm trong họ Geometridae.